# Thymaina
Thymaina ou Thýmena (en grec moderne : Θύμαινα) est une petite île de Grèce dans le nome de Samos, dans l'est de la mer Égée. Elle est située juste à l'ouest de l'archipel Fourni et est administrativement une partie de sa commune. Son nom serait dérivé du thym poussant sur l'île. L'île compte 140 habitants et a une superficie de 10 km2.